# ジョセフィン・テイ
ジョセフィン・テイ（Josephine Tey, 1896年7月25日 - 1952年2月13日）は、イギリスの推理作家である。スコットランド北西部インヴァネス出身。別名ゴードン・ダヴィオット（Gordon Daviot）、本名はエリザベス・マッキントッシュ（Elizabeth Mackintosh）。

## 来歴
芸術を志し、エディンバラの王立アカデミーに学ぶが、家庭の事情により断念する。その後バーミンガムの体育学校に学び、卒業後は体育教師となったが、父親の看病をするため3年で辞職する。その後、詩・小説を書き始め、1929年にゴードン・ダヴィオット名義でロンドン警視庁の警部アラン・グラントを主人公とした長編『列のなかの男』を発表した。以後、同警部を主人公にした6作の長編シリーズを発表している。中でも第5作『時の娘』は歴史ミステリ、ベッド・ディティクティヴの分野における嚆矢的存在として著者の代表作となっており、英米だけでなく、日本のミステリー作家にも影響を与えている。また、グラント物の第3作『フランチャイズ事件』をレイモンド・チャンドラーは気に入っているという。
また、1933年には史劇『ボルドーのリチャード』を書いて名を知られ、多くの戯曲・ラジオドラマも執筆している。

## 作品

### 推理小説

#### アラン・グラント警部もの
- The Man in the Queue (or Killer in the Crowd) (1929) [as Gordon Daviot][1]
  - 列のなかの男
- A Shilling for Candles (1936) [2]
  - ロウソクのために一シリングを
- The Franchise Affair (1948)
  - フランチャイズ事件
- To Love and Be Wise (1950)
  - 美の秘密
- The Daughter of Time (1951)
  - 時の娘
- The Singing Sands (1952)
  - 歌う砂―グラント警部最後の事件

#### その他の推理小説
- Miss Pym Disposes (1946) [as Josephine Tey][2]
  - 裁かれる花園
- Brat Farrar (or Come and Kill Me) (1949)
  - 魔性の馬

### その他の小説
- Kif: An Unvarnished History (1929) [as Gordon Daviot]
- The Expensive Halo: A Fable without Moral (1931) [as Gordon Daviot]
- The Privateer (1952)

### 伝記
- Claverhouse (1937) [as Gordon Daviot] (a life of the 17th-century cavalry leader John Graham of Claverhouse, 1st Viscount Dundee)

### 戯曲
- Richard of Bordeaux (1932)[2]
- The Laughing Woman  (1934)
- Queen of Scots (1934)
- The Stars Bow Down (1939)
- Cornelia (1946) [as F. Craigie Howe][3]
- The Little Dry Thorn (1946)
- Rahab (1947)
- Leith Sands (1947)
- Valerius (1948)
- The Balwhinnie Bomb (1949)
- Sara (1951)
- Dickon (1955)